# Milltown (Wisconsin)
Pour les articles homonymes, voir Milltown.
Milltown est un village du comté de Polk, dans l'État du Wisconsin, aux États-Unis. En 2020, il comptait une population de 1 219 habitants.